# Eloka-Té
Eloka-Té ou Elokaté est un village dans le Sud de la Côte d'Ivoire dans le District autonome d'Abidjan. Le village de Eloka-Té est administrativement rattaché à la commune de Bingerville,.